# أحمد فكرون
أحمد فكرون مغني وكاتب أغاني من مواليد مدينة بنغازي بشرق ليبيا.

## سيرته الفنية
ترك فرقته التي أنشأها في مدينته بنغازي سنة 1970، حيت كان يغني مع فرقته في مسارح المدارس وشعر بان فرقته لم تكن تحمل نفس طموحاته وسافر إلى لندن من أجل الدراسة، وبعد فترة أنشأ أول فرقة في إنجلترا حقق بها نجاحاته من مدينة إلى أخرى
قدم أول عرض عالمي على مسرح (ليز كليف هول) وقدم عرضه بآلات فرقة (كارفانس) الموسيقية
بعد العرض مباشرة جاء إليه الممثل والمذيع المشهور (تومى فانس) ليعرض عليه تسجيل أعماله وكان أول من شجعه للدخول في عالم التسجيلات وعلى هذا كانت أول اسطوانة لفكرون تسجل تحمل عنوان (اوعدنى + نجوم الليل).
عاد إلى بنغازي بعد غياب واسطوانته الأولى ولم تُعرف أخباره إلا في ليبيا وبعض المجلات، والصحف العربية الصادرة في أوروبا.
في ليبيا استقبله المذيع والممثل (على أحمد سالم) في أحد برامجه وقدمه للجمهور وعلى أثر ذلك انتشرت ظاهرة موسيقى فكرون وانتشرت اسطوانته أوعدني، نجوم الليل على شكل شريط كاسيت.
كان يحلم بفرقة عربية، وأتجه نحو بيروت العاصمة الثقافية وكان ذلك في عام 1977، في بيروت بحث عن عازفين ولكن بيروت كانت في أتون الحرب الأهلية وأهدى لها أغنية جميلة (لبنان يالبنان يادمعة في بكاية".
عاد إلى بنغازي ثم منها إلى إيطاليا حيت تعاون هناك مع شركة ريكوردي الإيطالية العالمية وأنتجت له اسطوانته وجاءت كأول اسطوانة عربية تنتجها شركة عالمية وكان نجاحه يزداد كل يوم عبر وسائل الأعلام الأوروبية
كانت إذاعة مونت كارلو التلفزيونية بموناكو وإذاعة راديو مونت كارلو أول إذاعتين تجرى معه لقاء.. ثم جاءت بعد ذلك قناة تشنكوي الخامسة الإيطالية وعلى أثر مجموع هذه اللقاءات تلقى الآلاف من رسائل المعجبين والشركات التي تطلب إنتاجه والتعامل معه.
وفي 1977 ومدينة (كان) الفرنسية ترفع ستارة البدء كان مهرجان (الميدم) الموسيقي على ضوءه اختيرّت اسطوانة فكرون كأول اسطوانة على مستوى أوروبا وجنوب أمريكا وهي ثان اسطوانة تطبع له وتسارعت الشركات العالمية إلى أحمد فكرون وكان الحظ من نصيب شركة (بولى دور الفرنسية) وشركة (كولمبيا الفنزويلية) وانتجتا أعماله وتمَ توزيعها بشكل كبير في هاتين الدولتين..
كانت حفلاته احياءها مقتصراً على الأماكن التي يمكن الظهور فيها بشكل بارز.
بين ميلانو وبنغازي تلقى دعوة من شركة فرنسية تطلب ان تطبع له اسطوانة إلا أنه أتجه نحو لندن.. وهناك نفذ عملاً جديداً يحمل عنوان (شوارع المدينة) كان ذلك عام 1982.
ومن جديد عاد إلي باريس وبدأ مع شركة فرنسية طبعت له اسطوانة وكان من السهل على فكرون أن يجد الفضاء الفنى. وأن يجد سرباً من العازفين المهرة في الأوساط الأوروبية.
في هذه الفترة تحديداً كانت أبرز الأحداث لقاءه مع مدير مسرح الباندوش وهو مسرح مختص بكبار الفنانين والموسيقيين في العالم وبما أن مدير المسرح رجل أعمال كان لقاءه مع فكرون حيث ابرم معه عقداً يتحمل بموجبه المسرح كافة المصاريف في موسم غنائي.
في أول عرض فوق الباندوش حضرت جميع وسائل الاعلام الفرنسية وحضر مدير المسرح ووقف امام فكرون قائلاً : انني تعاونت كثيراً مع موسيقيين وفرق عالمية من كافة أنحاء العالم واننى كنت في الغالب اتابع جزء بسيط من الحفل ثم انسحب واننى في حياتى لم احضر حفل موسيقي كامل مثلما حضرت اليوم حفل فكرون.. وامسك بيده وهو يقول: لقد جذبتنى جداً إلى أسلوبك وأعمالك وانا اريد أن اوقع معك عقد على اسطوانة وفيديو كليب.
طُبعت اسطوانة الشمس التي كان اسمها ليل السهرانين غير ان صعوبة اللفظ بالفرنسية كان السبب في تغييرالاسم وتم تصوير فيديو ليل السهرانين من إخراج (جون باتيست موندينو) وشارك معه في التمثيل الكوميدي الفرنسي (كولوش).
تجربة تصوير لأغنية (عيونك) التي قرر فيها فكرون ان يتوجه برؤية إخراجيه جديدة في الفيديو كليب وقد تم تصوير عيونك في جزيرة مالطا عام 1989.. كما كان له فيديو كلمات حب غاب فكرون بالاغنية المصورة وجاء بألبومين اثنين (انتظار وسندباد) دون تصوير
قام عام 1999 بتصوير أغنية عابر يازمان وهي أحد الأغاني الجديدة التي تحاكى فلسفة الزمن بين اعرق المدن الأثرية والتاريخية التي عرفت انهض الحضارت في ليبيا وشمال أفريقيا وشهدت اعمق الحقب التاريخية في حوض البحر المتوسط.
يقول فريدريك ميتران مقدم البرنامج الفنى الشهير على القناة المرئية الفرنسية الأولى: أنه أول شخصية عربية تجتاح الساحة الفنية الفرنسية وهو أول مطرب عربي يأتي مثل الحلم.

## الشعراء الذين تعامل معهم
- ـ نبيل الجهمي
- ـ فرج المذبل
- ـ رجب شرشر
- ـ صالح عباس
- ـ الصيد الرقيعي
- ـ مجدي نجيب
- ـ عبد السلام زقلام
- ـ سيزار صقر
- ـ حسن الفأخرى
- ـ بن رويلة المعداني

## الصحفيين الذين تابعوا مسيرته الفنية
- - تومي فانس وهو مذيع إنجليزي باذاعتي (راديو وان + راديو كابتل) ? وهو أول من ادخل موسيقى الريغي إلى بريطانيا وكان أول من شجعه للدخول عالم التسجيلات.
- ـ غسان عبد الخالق مذيع بإذاعة(مونت كارلو) القسم العربي ? وعضو مؤسس للإذاعة ومؤسس مهرجان السينما العربية في باريس.
- ـ نبيل حيدر وهو أول من اجرى معه لقاء عبر إذاعة مونت كارلو.
- ـ ميسا باتع من إذاعة مونت كارلو.
- ـ وداد من إذاعة مونت كارل.
- ـ هيام حموي وهي مذيعة كانت تكتب عنه بأهمتام.
- ـ فردريك ميتران مذيع بالمرئية الفرنسية الأولى.
- ـ محمد سعيد ويعتبر ناقد فني وناقد لموسيقي فكرون وكان أول لقاءه بفكرون في مهرجان الشباب بـمراكش.
- ـ كمال النجمي وهو ناقد موسيقي مخضرم، كتب عن فكرون واعماله من خلال ما كان يأتي عبر بريد القراء بمجلة فن.
- ـ شربل داغر وهو صحفي لبناني تابع مسيرة فكرون وكتب عنها سلسلة من المقالات خلال تواجده بـباريس.
- ـ جوزيف كيروز صحفي لبناني.
- ـ كرستينا كاتبة وصحفية من فرنسا.
- ـ كولبا كابول صحفي فرنسي.
- ـ فاطمة شكري من ليبيا.
- ـ علي أحمد سالم مذيع وممثل من ليبيا.
- ـ أحمد أنور مذيع ليبي.
- ـ محمد المكاوي وهو من الذين مارسوا الصحافة في عدة مطبوعات عربية.
- - مصدق من تونس صحفي مراسل غاما في باريس.
- ــ ناصيف إذاعة بي بي سي \ القسم العربي.
- ــ زياد العيساوي صحفي إنترنت ليبي
- ــ نادر السباعي الصحافة الليبية\ طرابلس ليبيا.

## المهرجانات والمواسم
- ـ مهرجان الميدم ? على ضوء مهرجان) كان (السينمائي بفرنسا عام 1977 واختيرت فيه اسطوانته كأول اسطوانة على مستوى أوروبا وجنوب أمريكا.
- ـ مهرجان ياماها ــ طوكيو ? عام 1979 وتلقى الدعوة من المهرجان، وبعد المشاركة ولقاءه ببعض الشعراء اليبانيين عُرض عليه الغناء باليابانية إلا أن الظروف لم تسمح لأقامته القصيرة بتوكيو.
- مهرجان رانس ? بفرنسا عام1985.
- ـ مهرجان السينما العربية في باريس عام 1985 وكان ضيف شرف على رأس المهرجان.
- ـ مهرجان مراكش للشباب عام 1986 وهي الساحة العربية الوحيدة التي اقام فيها أحمد فكرون حفلا وحاز فيه على الأول.
- - مهرجان انتاليا بتركيا ووجهت له الدعوة مرتين وثالثة وشارك في المرتين فقط ورغم ألحاح لجنة المهرجان على حضوره في الثلاث.
- - مهرجان بنغازي الفني 2012 :: مشاركة شرفية للفنان احمد فكرون، احتفالاً بالنصر العظيم للثورة الليبية وتكريما وتخليداً للدور الرئيسي الذي لعبته مدينة الثورة " بنغازي.

## المنتجين والشركات والفنيين
- ـ تومي فانس وانجز معه أول اسطوانة اوعدني (نجوم الليل)
- ـ شركة ريكوردي الإيطالية عام 1977 اوعدني + نجوم الليل وكان المدير الفني نيكوريلي.
- ـ شركة فولي دور الفرنسية عام 1977 اوعدني.
- ـ شركة فون كرام الإيطالية عام 1978 نسيان + لا ياحب وكان المدير الفني باباتانا سيو فينغيلس.
- ـ كولمبو الفنزويلية.
- ـ موزي ديسك الفرنسية.
- ـ جون فونسوا فري وهو مدير إنتاج تعامل معه في إنتاج فيديو كليب ليل السهرانين ? عبر شركة باري ديسك.
- ـ باتريس كوات مدير شركة باري ديسك.
- ـ موندينو وهو مخرج عالمي قام بإخراج فيديو كليب ليل السهرانين.
- ـ كولوش الممثل الفرنسي الكوميدي المشهور وقدم دورا معه في ليل السهرانين والذي حاز على جائزة الاوسكار في فيلم تشاو بنتا.
- ـ فتحي العريبي مصور وقدم معه أول تجربة فيديو كليب في بداية السبعينات.
- ـ عادل مبارز مصور فوتوغرافي ? والتقط له صور بعض البوماتة.
- - تام مارك هاريس وشارك معه في تنفيذ أغنية (شباكك) وهو عازف كيبورد وتربطه. بعد ظهور البوم ليل السهرانين ? تلقى دعوا من أكبر شركات الولايات المتحدة الأمريكية وهي شركة)الكتر) ? لصدور نسخة بالإنجليزية غير ان الشركة الفرنسية التي تعاقد معها لم تول الموضوع أي اهتمام.

## وصلات خارجية
- أحمد فكرون على موقع ميوزك برينز (الإنجليزية)
- أحمد فكرون على موقع أول ميوزيك (الإنجليزية)
- أحمد فكرون على موقع ديسكوغز (الإنجليزية)

- موقع أحمد فكرون الرسمي